# Chevy Chase (Maryland)
Chevy Chase – miasto w Stanach Zjednoczonych, w stanie Maryland, w hrabstwie Montgomery.
Z Chevy Chase pochodzi Hilary Rhoda, amerykańska modelka.